# Half-Truism
Half-Truism är en singel av det amerikanska punkrockbandet The Offspring och det var den fjärde och sista singeln som släpptes från albumet Rise and Fall, Rage and Grace. Singeln släpptes den 12 maj 2009 och är öppningslåten på albumet. Låten premiärspelades på Australian Soundwave Festival och det var den andra låten att spelas innan Rise and Fall, Rage and Grace släpptes (den första var "Hammerhead" som spelades under Summersonic-festivalen sommaren 2007). Det är även en av de få singlar som bandet har släppt som inte har fått en musikvideo gjord till sig (en musikvideo släpptes några månader senare till låten "Stuff is Messed Up", men denna låt släpptes aldrig som en singel).
"Half-Truism" är spelbar i spelet Guitar Hero On Tour: Modern Hits och finns även med i en reklam för 2009 Virgin Tour. 

## Låtlista
Alla låtar är skrivna och komponerade av The Offspring, om inte annat anges. 
| Nr | Titel       | Längd |
| -- | ----------- | ----- |
| 1. | Half-Truism | 3:27  |